# PTT Thailand Open 2015
PTT Thailand Open 2015  byl tenisový turnaj pořádaný jako součást ženského okruhu WTA Tour, který se hrál v areálu Dusit Thani Hotel na otevřených dvorcích s tvrdým povrchem. Konal se mezi 9. až 15. únorem 2015 v thajském městě Pattaya jako 24. ročník turnaje.
Jednalo se o první ročník nazvaný PTT Thailand Open. Předchozí pojmenování znělo PTT Pattaya Open.
Turnaj s rozpočtem 250 000 dolarů patřil do kategorie WTA International Tournaments. Nejvýše nasazenou hráčkou ve dvouhře se stala dvacátá první tenistka světa Pcheng Šuaj z Čínské lidové republiky, která vypadla ve druhém kole. Rekordní třetí singlový titul vybojovala Daniela Hantuchová a deblovou soutěž ovládla tchajwanská sesterská dvojice Chao-čching a Jung-žan Čanovy.

## Rozdělení bodů a finančních odměn

### Distribuce bodů
| Soutěž  | vítězky | finalistky | semifinalistky | čtvrtfinalistky | 16 v kole | 32 v kole | Q  | Q2 | Q1 |
| ------- | ------- | ---------- | -------------- | --------------- | --------- | --------- | -- | -- | -- |
| dvouhra | 280     | 180        | 110            | 60              | 30        | 1         | 18 | 12 | 1  |
| čtyřhra | 280     | 180        | 110            | 60              | 1         |           |    |    |    |

### Finanční odměny
| Soutěž                                | vítězky | finalistky | semifinalistky | čtvrtfinalistky | 16 v kole | 32 v kole | Q2     | Q1   |
| ------------------------------------- | ------- | ---------- | -------------- | --------------- | --------- | --------- | ------ | ---- |
| dvouhra                               | $43 000 | $21 400    | $11 500        | $6 200          | $3 420    | $2 200    | $1 285 | $750 |
| čtyřhra                               | $12 300 | $6 400     | $3 435         | $1 820          | $960      | —         | —      | —    |
| částky ve čtyřhře jsou uváděny na pár |         |            |                |                 |           |           |        |      |

## Ženská dvouhra

### Nasazení
| Stát                         | Hráčka              | WTA | Nasazení |
| ---------------------------- | ------------------- | --- | -------- |
| Čína                         | Pcheng Šuaj         | 21. | 1.       |
| Ukrajina                     | Elina Svitolinová   | 26. | 2.       |
| Kazachstán                   | Zarina Dijasová     | 33. | 3.       |
| Japonsko                     | Kurumi Naraová      | 44. | 4.       |
| Kazachstán                   | Jaroslava Švedovová | 51. | 5.       |
| Austrálie                    | Jarmila Gajdošová   | 54. | 6.       |
| Portoriko                    | Mónica Puigová      | 60. | 7.       |
| Čína                         | Čang Šuaj           | 64. | 8.       |
| Žebříček WTA k 2. únoru 2015 |                     |     |          |

### Jiné formy účasti
Následující hráčky obdržely divokou kartu do hlavní soutěže:
- Nicha Lertpitaksinchaiová
- Tamarine Tanasugarnová
- Věra Zvonarevová

Následující hráčky postoupily z kvalifikace:
- Čan Jung-žan
- Misa Egučiová
- Jelizaveta Kuličkovová
- Sü I-fan
  -  Julia Bejgelzimerová – jako šťastná poražená
  -  Ču Lin – jako šťastná poražená

### Odhlášení
před zahájením turnaje
- Denisa Alertová → nahradila ji Jevgenija Rodinová
- Jaroslava Švedovová → nahradila ji Ču Lin
- Tereza Smitková → nahradila jiTuan Jing-jing
- Elina Svitolinová → nahradila jiJulia Bejgelzimerová

### Skrečování
- Ču Lin poranění pravého ramena)

## Ženská čtyřhra

### Nasazení
| Stát                                                                     | Hráčka            | Stát             | Hráčka              | WTA  | Nasazení |
| ------------------------------------------------------------------------ | ----------------- | ---------------- | ------------------- | ---- | -------- |
| Čínská Tchaj-pej                                                         | Čan Chao-čching]  | Čínská Tchaj-pej | Čan Jung-žan        | 60.  | 1.       |
| Japonsko                                                                 | Kimiko Dateová    | Rusko            | Alexandra Panovová  | 80.  | 2.       |
| Austrálie                                                                | Jarmila Gajdošová | Chorvatsko       | Ajla Tomljanovićová | 120. | 3.       |
| Čínská Tchaj-pej                                                         | Chan Chin-wei     | Čína             | Sü I-fan            | 152. | 4.       |
| Žebříček WTA k 2. únoru 2015; číslo je součtem umístění obou členek páru |                   |                  |                     |      |          |

### Jiné formy účasti
Následující páry obdržely divokou kartu do hlavní soutěže:
- Jelizaveta Kuličkovová /  Jevgenija Rodinová

### Odhlášení
v průběhu turnaje
- Anastasia Rodionovová /  Věra Zvonarevová

## Přehled finále

### Ženská dvouhra
- Daniela Hantuchová vs.  Ajla Tomljanovićová, 3–6, 6–3, 6–4

### Ženská čtyřhra
- Čan Chao-čching /  Čan Jung-žan vs.  Šúko Aojamová /  Tamarine Tanasugarnová, 2–6, 6–4, [10–3]